# Queensboro Bridge
De Queensboro Bridge is een cantileverbrug (waarbij er ook in het midden steunpilaren staan) over de East River in New York. Het bouwwerk verbindt Long Island City in het stadsdeel Queens met Manhattan, en komt daarbij over Roosevelt Island.
De brug wordt ook vaak de 59th Street Bridge genoemd door New Yorkers, omdat men via 59th Street Manhattan verlaat. In maart 2011 kreeg de brug als eerbetoon aan oud-burgemeester Ed Koch de officiële naam Ed Koch Queensboro Bridge.
In 1903 kwam er een succesvol plan op tafel om een brug te bouwen en de bouw begon kort daarna. De brug werd echter pas in 1909 voltooid, omdat er vertragingen waren zoals het instorten van een onvoltooide span en onrust onder de werklieden. Op 30 maart 1909 werd de brug voor het publiek geopend. De kosten voor de brug bedroegen $18 miljoen, de bouw heeft 50 mensen het leven gekost.
Ten tijde van de bouw was de Queensboro Bridge de langste cantileverbrug ter wereld.
De afmetingen zijn:
- Spanlengte Manhattan naar Roosevelt Island: 360 m
- Spanlengte Roosevelt Island: 192 m
- Spanlengte Roosevelt Island naar Queens: 300 m
- Sidespanlengtes: 143 en 140 m
- Totale lengte tussen verankeringen: 1135 m
- Totale lengte inclusief toerit: 2270 m

De brug bestaat uit twee lagen. Vroeger bestond de bovenste laag uit twee autorijbanen en twee luchtspoorwegen. De onderste laag bestond uit vier autorijbanen en twee trambanen. De spoorwegen en de trambanen werden verwijderd in de jaren 1940 en 1950, en de paar decennia daarna zou de brug elf autorijbanen krijgen. Na jaren verwaarlozing en corrosie werd de brug van 1987 tot 2012 gerenoveerd, tegen een kost van meer dan $300 miljoen.
Vandaag de dag bestaat de bovenste laag uit vier autorijbanen en biedt een uitstekend zicht op de cantilevers van de brug en de skyline van New York. De onderste laag bestaat uit zes banen, de binnenste vier zijn autorijbanen en de buitenste twee zijn aan de zuidelijke zijde een extra autorijbaan richting Queens, de noordelijke zijde sinds september 2000 voor voetgangers en fietsers.
De brug werd vereeuwigd door Simon & Garfunkel met het nummer "The 59th Street Bridge Song (Feelin' Groovy)"
- Library of Congress Control Number: no2012018739
- Nationale Bibliotheek van Israël: 987007549640405171
- Virtual International Authority File: 316600790
- WorldCat: E39PBJtGYpxhtwJwfXBxYwPJDq